# Twilo
Twilo fue una discoteca estadounidense que estuvo abierta entre 1995 y 2001 en Nueva York, y entre 2006 a 2007 en Miami.

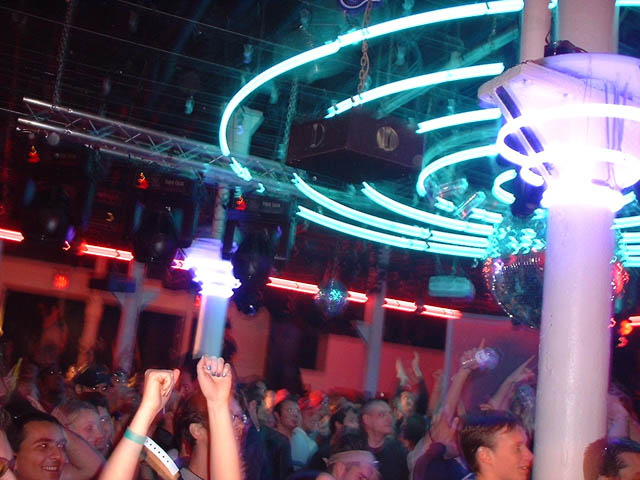
Iluminación de la sala desde la pista de baile

## Clausura
Twilo había estado bajo presión por parte del entonces alcalde Rudy Giuliani para cerrar desde el lanzamiento de su controvertida campaña de 'calidad de vida'.[cita requerida] Aun así, el club logró mantener su licencia de cabaret hasta principios de 2001, cuando resurgió una serie de denuncias en relación con una afirmación de las autoridades de la ciudad de que el club había hecho un mal uso de ambulancias privadas para esconder a víctimas de sobredosis. La gerencia del club afirmó que la ambulancia se obtuvo por recomendación de la ciudad.